# Alfred Victor du Pont
Alfred Victor Philadelphe du Pont de Nemours (11 avril 1798 - 4 octobre 1856) est un chimiste et industriel franco-américain, fils aîné et successeur d'Éleuthère Irénée du Pont de Nemours, fondateur de l'entreprise DuPont. 

## Jeunesse et famille

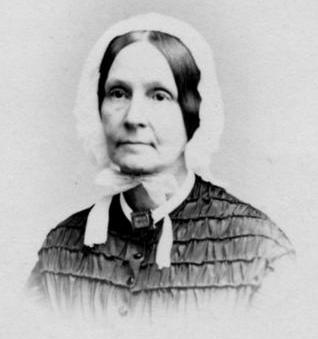
Margaretta Elizabeth (Lammot) du Pont, femme d'Alfred Victor.

Du Pont naït à Paris en 1798, fils d'Éleuthère Irénée du Pont et de Sophie Madeleine Dalmas du Pont. Il arrive aux États-Unis en 1800 alors qu'il a deux ans et grandit auprès des moulins à poudre fondés par son père sur Brandywine Creek dans le Delaware. Plus tard, il  fréquente le Mount Airy College, à Germantown, en Pennsylvanie, puis étudie la chimie au Dickinson College. Il est alors président de la Société littéraire Belles Lettres et est devenu un ami de l'un de ses professeurs, Thomas Cooper, politicien américain. Il est ensuite l'assistant de Cooper à l'Université de Pennsylvanie. Du Pont épouse l'Américaine Margaretta Elizabeth "Molly" La Motte (ou Lammot) en 1824. Ils ont sept enfants,.

## E.I. du Pont de Nemours et compagnie
En 1818, du Pont rentre chez lui pour aider son père à reconstruire l'entreprise de poudre à canon après une explosion qui a fait 33 morts et a blessé sa mère. Il travaille étroitement avec les hommes dans les usines et est particulièrement intéressé par la recherche de nouveaux développements chimiques de poudre à canon. Cependant, après avoir passé près de 20 ans en tant que «powderman», et après une réorganisation de la société, il prend la tête de l'entreprise en 1837. C'est un rôle difficile pour lui et, après une nouvelle explosion d'un moulin en 1847, il prend sa retraite en mauvaise santé en 1850. 

## Mort et postérité
Alfred du Pont décède à 58 ans le 4 octobre 1856 à Eleutherian Mills, près de Greenville, Delaware,, et est inhumé au cimetière du Pont de Nemours, près de Greenville. 
Son fils, Alfred Victor du Pont, est cofondateur de Phi Kappa Sigma en 1850. 